# John Flamsteed
John Flamsteed, född 14 augusti 1646 i Denby, död 31 december 1719 i Burstow, var en engelsk astronom.
Flamsteed gav redan omkring 1667 ut sitt första arbete, som handlar om tidsekvationen. Sedan han 1673 blivit magister artium vid universitetet i Cambridge, där han dock inte synes ha studerat, utnämndes han 1676 till Astronomer Royal och direktor för det 1675 av Karl II inrättade observatoriet i Greenwich.
Samtidigt med att den celesta mekaniken genom Newton undergick en fullständig revolution, införde Flamsteed så betydande förbättringar i observationskonsten, att vissa räknade den moderna astronomins uppkomst från 1676, då Flamsteed började sina observationer. Dessa samlades i Flamsteeds Historia coelestis britannica (1712) och omfattade iakttagelser av fixstjärnor, planeter, kometer, solfläckar och Jupiters månar.  Tio år efter Flamsteeds död publicerades Atlas Coelestis.
Newton och Flamsteed tycks inte ha stått i särskilt gott förhållande till varandra. Detta hindrade dock inte, att Flamsteed försåg Newton med alla månobservationer, som blivit gjorda före 1685 och med stöd av vilka den senare i Philosophiae Naturalis Principia Mathematica utvecklade sin gravitationsteori.

## Eftermäle
Nedslagskratern Flamsteed på månen och asteroiden 4987 Flamsteed är uppkallade efter honom.